# Al-Adil I
Al-Adil I (Arabisch: العادل, 'de rechtvaardige', volledige naam: al-Malik al-Adil Sayf ad-Din Abu-Bakr Ahmed ibn Najm ad-Din Ayyub) (Damascus, juni 1145 - augustus 1218) was de Koerdische heerser van Egypte uit de dynastie der Ajjoebiden. Hij was een jongere broer van Saladin en stond bij de Frankische kruisvaarders bekend als Saphadin.

## Biografie
Al-Adil werd geboren als de zoon van Najm ad-Din Ajjoeb, waarschijnlijk in de stad Damascus. Hij diende in het leger van Nur ad-Din tijdens diens laatste veldtocht in Egypte. Na diens dood werd hij gouverneur van Egypte in naam van zijn broer Saladin en hielp zijn broer in zijn strijd tegen de kruisvaarders. Ten tijde van de dood van zijn broer diende hij als gouverneur van Damascus.
Na de dood van Saladin brak er een opvolgingsstrijd in de familie uit en Al-Adil speelde vaak de rol van bemiddelaar tussen de zoon van zijn broer. Uiteindelijk steunde hij zijn neef Al-Aziz Uthman in de strijd om de troon die de troon ook verkreeg. Toen Al-Aziz Uthman stierf brak er opnieuw een successiestrijd en ditmaal wist Al-Adil als overwinnaar uit het conflict te komen en in 1201 werd hij erkend als sultan van Egypte.
Onder zijn leiding werd het belastingsysteem en het monetair systeem veranderd. Ook onderhield hij goede contacten met de Kruisvaardersstaten en moedigde hij de onderlingen handel aan. Onder zijn leiding wist hij gebieden in Zuid-Anatolië en Noord-Irak onder het bewind van de Ajjoebiden te brengen. Toen het kruisvaardersleger van de Vijfde Kruistocht aankwam in Akko trok hij ten strijde in Palestina, maar kort nadat hij het nieuws van de val van Damietta vernam overleed hij.